# Charlbury
Charlbury – miasto w Wielkiej Brytanii, w Anglii, w regionie South East England, w hrabstwie Oxfordshire. W 2001 roku miasto było zamieszkane przez 2984 osób.
Na południowy zachód od miasta znajduje się las Wychwood.